# Mikael Dahlqvist
Mikael Dahlqvist (nascido em 1967) é um político sueco. Desde 29 de setembro de  2014 Dahlqvist serve como membro do Riksdag, representando o círculo eleitoral do condado de Värmland.